# Ilıcaköy, Beşiri
Ilıca là một xã thuộc huyện Beşiri, tỉnh Batman, Thổ Nhĩ Kỳ. Dân số thời điểm năm 2011 là 365 người.